# Metodo Vortex Lattice
Il metodo Vortex Lattice (abbreviato in VLM, dall'inglese Vortex Lattice Method) è un metodo numerico utilizzato nell'ambito della fluidodinamica computazionale che permette di calcolare il flusso attorno ad un'ala di apertura finita. Il metodo VLM schematizza la superficie portante come una superficie vorticosa. Nel modello sono trascurati lo spessore del profilo e la viscosità del fluido.
Il metodo permette di calcolare, con un carico computazionale contenuto, il campo di velocità attorno all'ala e quindi la distribuzione di pressione e la resistenza indotta. Quindi si possono ricavare i coefficienti aerodinamici e le derivate di stabilità. Queste informazioni sono molto utili nelle prime fasi di progetto, in cui le caratteristiche note dell'ala sono poche e si vuole valutare in modo veloce e preciso il carico agente sulla struttura, per cominciare il processo di dimensionamento.

## Teoria
Il VLM è basato sulla teoria del flusso potenziale. Questo modello contiene diverse ipotesi semplificative, che mantengono però tutte le proprietà necessarie a rappresentare situazioni di interesse dal punto di vista pratico e ingegneristico. In particolare il VLM trascura gli effetti della viscosità, turbolenza, dissipazione, strato limite.

## Ipotesi
Le ipotesi alla base del metodo Vortex Lattice sono le seguenti:
- Il fluido è incomprimibile, non viscoso e il campo di moto è irrotazionale
- Le superfici portanti sono sottili
- Gli angoli di incidenza sono piccoli

### Metodo
Sotto le ipotesi sopra riportate, il campo di moto è conservativo, ovvero esiste un potenziale tale che il vettore velocità è definito come:

{\displaystyle {\bar {v}}=\nabla \phi }
e che il campo di moto è descritto dall'equazione di Laplace.
L'equazione di Laplace è un'equazione lineare del secondo ordine, e quindi soggetta al principio di sovrapposizione degli effetti. Ovvero se {\displaystyle y_{1}} e {\displaystyle y_{2}} sono due soluzioni dell'equazione differenziale {\displaystyle L(Y)}, allora la combinazione lineare delle due {\displaystyle c_{1}y_{1}+c_{2}y_{2}} è anche soluzione per qualsiasi valore delle costanti {\displaystyle c_{1}} e {\displaystyle c_{2}}. Secondo Anderson: "Un campo di moto complesso per un flusso irrotazionale e incomprimibile può essere sintetizzato mettendo insieme un numero di flussi elementari, anch'essi irrotazionali e incomprimibili". Queste soluzioni elementari sono la sorgente o il pozzo, la doppietta e la linea vorticosa, ciascuno soluzione dell'equazione di Laplace. Queste possono essere combinate per formare campi di moto arbitrari.

### Modello del velivolo
L'ala del velivolo è approssimata con una superficie portante che ne riproduce le caratteristiche (corda, apertura, angolo di freccia, svergolamento). In ogni punto a {\displaystyle 1/4c} viene posto un vortice a staffa. Viene calcolata la posizione di ogni punto di collocazione a {\displaystyle 3/4c}. Per un problema con {\displaystyle n} pannelli, viene calcolata la velocità indotta dai pannelli in ogni punto di collocazione e assemblata la matrice di influenza aerodinamica {\displaystyle W}
{\displaystyle \mathbf {W} ={\begin{bmatrix}w_{11}&w_{12}&\cdots &w_{1n}\\w_{21}&\ddots &&\vdots \\\vdots &&\ddots &\vdots \\w_{n1}&\cdots &\cdots &w_{nn}\end{bmatrix}}}
Si applica quindi la condizione di non penetrazione, che prescrive che il vettore velocità sia tangente alla superficie portante nei punti di controllo. È una condizione di Neumann. Ne risulta un sistema lineare, le cui incognite sono le intensità dei vortici {\displaystyle \{\Gamma \}}. Il termine noto è costituito alla componente del vettore velocità normale a ciascun pannello, in corrispondenza di ciascun punto di collocazione.
{\displaystyle {\begin{bmatrix}w_{11}&w_{12}&\cdots &w_{1n}\\w_{21}&\ddots &&\vdots \\\vdots &&\ddots &\vdots \\w_{n1}&\cdots &\cdots &w_{nn}\end{bmatrix}}{\begin{bmatrix}\Gamma _{1}\\\Gamma _{2}\\\vdots \\\Gamma _{n}\end{bmatrix}}={\begin{bmatrix}b_{1}\\b_{2}\\\vdots \\b_{n}\end{bmatrix}}}
Una volta ricavate le intensità dei vortici {\displaystyle \{\Gamma \}} si possono calcolare le forze agenti sui singoli pannelli come
{\displaystyle F=\rho _{aria}\Gamma (V_{\infty }+V_{indotta})l}